# Thrillington
Thrillington es el tercer álbum del músico de rock británico Paul McCartney, el único bajo el seudónimo de Percy «Thrills» Thrillington, publicado por la compañía discográfica Capitol Records en abril de 1977. El álbum recoge una versión instrumental del álbum de Paul y Linda McCartney Ram, publicado en 1971.

## Historia
Poco antes de la publicación de Ram, Paul McCartney propuso a Richard Hewson hacer una versión instrumental del álbum. La grabación tuvo lugar en junio de 1971, con McCartney como productor, y se planteó la posibilidad de publicarla poco después de la publicación de Ram. Sin embargo, la decisión de Paul y Linda de formar el grupo Wings retrasó el proyecto, que permaneció archivado hasta 1977.
Durante la preparación del álbum, McCartney inventó un personaje ficticio de la alta sociedad, llamado Percy «Thrills» Thrillington, y publicó varios anuncios en medios de comunicación británicos anunciando el próximo trabajo de Thrillington para generar interés.
Publicado en abril de 1977, y sin mención alguna al nombre de McCartney salvo en los créditos donde se le describió como un amigo de Percy, Thrillington, pasó desapercibido salvo por una nota en la revista Rolling Stone, y se convirtió con el paso del tiempo en un objeto de coleccionista, aun sin conocer la implicación de McCartney en el proyecto.
McCartney admitió su participación en Thrillington por primera vez en noviembre de 1989 tras una pregunta del periodista Peter Palmiere en una rueda de prensa de Los Ángeles (California), previa a un concierto. McCartney contestó en tono jocoso: «¡Qué buena pregunta para terminar la conferencia! ¡El mundo necesita saberlo! En realidad fuimos Linda y yo, y lo mantuvimos en secreto durante mucho tiempo. ¡Pero ahora el mundo lo sabe! ¡Lo echaste a perder!». Tras admitir que Percy Thrillington era un seudónimo, el álbum triplicó su valor. 
Un año después, McCartney también reconoció a Palmiere que él era Clint Harrigan, otro personaje ficticio que escribió las notas impresas en los libretos de Thrillington y de Wild Life. No obstante, el primero en descubrir que detrás del personaje de Harrigan estaba McCartney fue John Lennon en una carta publicada por New Musical Express en 1972.

## Reediciones
A diferencia de los trabajos de McCartney publicados entre 1970 y 1989, Thrillington no fue reeditado como parte de la serie The Paul McCartney Collection. Fue publicado por primera vez en CD en 1995, y posteriormente en 2004, con un número limitado de copias.
El 21 de mayo de 2012, Thrillington fue reeditado como parte de la versión deluxe de Ram.

## Lista de canciones
Todas las canciones escritas y compuestas por Paul y Linda McCartney excepto donde se anota. 
| Cara A |                               |                |          |  |
| N.º    | Título                        | Escritor(es)   | Duración |  |
| 1.     | «Too Many People»             | Paul McCartney | 4:31     |  |
| 2.     | «3 Legs»                      | Paul McCartney | 3:41     |  |
| 3.     | «Ram On»                      | Paul McCartney | 2:49     |  |
| 4.     | «Dear Boy»                    |                | 2:50     |  |
| 5.     | «Uncle Albert/Admiral Halsey» |                | 4:56     |  |
| 6.     | «Smile Away»                  | Paul McCartney | 4:39     |  |

| Cara B |                           |                |          |  |
| N.º    | Título                    | Escritor(es)   | Duración |  |
| 7.     | «Heart of the Country»    |                | 2:27     |  |
| 8.     | «Monkberry Moon Delight»  |                | 4:36     |  |
| 9.     | «Eat at Home»             |                | 3:28     |  |
| 10.    | «Long Haired Lady»        |                | 5:44     |  |
| 11.    | «The Back Seat of My Car» | Paul McCartney | 4:51     |  |

## Personal
Músicos
- Richard Hewson: conductor
- Vic Flick: guitarras
- Herbie Flowers: bajo
- Steve Grey: piano
- Clem Cattini: batería
- Jim Lawless: percusión
- The Mike Sammes Singers: coros

Producción
- Percy "Thrills" Thrillington: productor
- Richard Hewson: arreglos
- Tony Clark: ingeniero
- Hipgnosis: diseño de portada
- Jeff Cummins: diseño de portada
- Clint Harrigan: créditos
- Phil Smee: diseño